# Dvar
Dvar è un duo russo di musica elettronica e darkwave, formatosi nei primi anni novanta ed uno dei progetti più significativi della scena dark russa.
Date le caratteristiche del progetto, e l'alone di mistero impenetrabile che avvolge le menti del gruppo, è molto difficile procurarsi informazioni certe, anche se, come è facile immaginare, circolano in rete parecchie leggende, per lo più improbabili.

Le informazioni riportate sono quindi per la maggior parte desunte dal MySpace del gruppo.
Esperti con una vasta conoscenza musicale sono d'accordo nel dire che non c'è null'altro di simile a Dvar al mondo.

La loro musica è composta da un mix di stili che unisce suoni dark e gotici con suoni d'avanguardia ed elettronici a un'attitudine ironica e dissacrante con l'uso di una lingua inventata che attinge a suoni grotteschi e bizzarri. Viene definita "fantasy pop" o "lightwave", termine coniato dai recensori per indicare uno stile mai sentito prima.
Nel 2007, in un articolo della rivista Oracle Magazine, venivano definiti una inconsueta combinazione di Das ich, Relatives menschsein, Sopor aeternus, Mike Patton e Diamanda Galás.
Dvar è il nome della creatura che si è mostrata in sogno a uno dei futuri componenti del gruppo. La creatura spiegò la sua missione speciale, la sua "rivelazione" ai prescelti ed eletti che l'hanno accolta e intendono mostrarla. Dvar è un essere alieno o una sorta di divinità; Dvar parla agli uomini attraverso loro. Nei loro dischi non utilizzano la loro lingua madre, ma la misteriosa lingua Enochiana o "lingua degli angeli".

## Storia del gruppo
I membri di Dvar hanno fin dall'inizio mantenuto la loro identità segreta, aumentando l'alone di mistero intorno al progetto, circola solamente un'immagine che ritrae i due membri fondatori del progetto, ma in questa i volti sono poco distinguibili.

I nomi, o eventuali pseudonimi dei due, per lungo tempo sono stati sconosciuti, solo nel 2008, con l'album Zii compaiono per la prima volta pseudonimi e relativi strumenti suonati.
Il loro primo lavoro conosciuto è del 1997, una audiocassetta autoprodotta: Raii.

Nel 2000 registrano un secondo demo di 4 tracce su CD: Taai liira.

Nel 2002 il gruppo realizza il primo album ufficiale, Piirrah, per l'etichetta italiana S.P.K.R/Radio Luxor, specializzata nella scena dark e nota per aver pubblicato album dei Kirlian Camera e Legendary Pink Dots.
Dal 2003 al 2005 realizzano cinque album per l'etichetta russa Irond: Roah del 2003, Rakhilim e Taai liira del 2004 , Hor hor e Oramah maalhur del 2005.

Nuovo cambio di etichetta nel 2007 per l'album Jraah mraah uscito per la Gravitator.
Nuovo anno e nuovamente un cambio di etichetta, nel 2008 esce Zii, per la Art Music Group; dell'anno successivo è Fayah! il "gemello oscuro" di Zii.
Dopo la raccolta Madegirah del 2009, ancora per un'altra etichetta, la Shadowplay, esce nel 2010 l'album El mariil l'album del decimo anniversario del gruppo.

Nel 2012 presentano Deii, un album doppio.
Rendono disponibele su YouTube *  un video promozionale di presentazione all'album, una didascalia spiega brevemente che l'opera contiene un nuovo messaggio mistico per l'umanità con riferimenti al Rinascimento "un periodo di trionfo della luce, anima ed essenza" e ancora: "un principio alchemio afferma: 'le api vengono agli uomini in modo che gli uomini possano venire per alle api'. Deii è una guida perfetta nel mondo delle api."
Il 20 dicembre 2021, dopo nove anni di silenzio, pubblicano sulla pagina Bandcamp e Spotify un nuovo singolo "N'aharii" che anticipa l'uscita di un nuovo album.

## Stile
La musica di Dvar è una combinazione unica di suoni differenti, nel corso degli anni sono stati introdotti prima suoni synth pop ed in seguito dancehall mutando il suono del gruppo e andando a interagire con le sonorità neoclassiche e sinfoniche più gravi e tenebrose degli esordi. Questo cambiamento non ha, d'altro canto, reso i brani più facilmente assimilabili e comprensibili, ha invece, se è possibile, aumentato l'effetto straniante e alienante della musica di Dvar andando ad aumentare quel senso di malata follia presente nel suono.

Accanto a questo on bisogna però dimenticare che è presente nel progetto una forte ironia, per quanto grottesca. L'effetto da vecchio cartone animato delle voci e dei gemiti nei brani di Dvar ha indubbiamente degli intenti burleschi, e crea, in taluni casi, un singolare effetto di pareidolia acustica quasi fosse una sorta di grammelot bizzarro e fanciullesco.
Seppur atipico e originale è possibile, evidentemente, trovare affinità tra il suono di Dvar e altre realtà musicali, per quanto disparate; oltre ai già citati Sopor Aeternus, Mike Patton e Diamanda Galás si possono, di volta in volta, menzionare Philip Glass, Steve Reich, David Lynch, Arvo Pärt, Terry Riley, Dead Can Dance, Yann Tiersen, Oneiroid psychosis, Pluxus.

## Componenti

### Formazione
- General Bee - vocals, drums, tabla, percussion, 8-bit sampling
- Bee Warrior - keyboards, organs, vibraphones, horns, Commodore 64, Atari ST controller

### Membri aggiuntivi
- Bee Girl (2008 - 2009) - tastiere, theremin, loops additional vocals

## Collaborazioni
Dvar ha collaborato con il gruppo russo Caprice, nell'album del 2008 Kywitt! Kywitt!, nel brano che dà il titolo al disco e nella bonus track "Fae fae fae fae fae fae fae".

## Discografia

### Demo
- 1995 - Dvar (cassetta autoprodotta)
- 1997 - Raii (cassetta autoprodotta)
- 2000 - Taai liira (cd autoprodotto)

### Album
- 2002 - Piirrah (S.P.K.R/Radio Luxor)
- 2003 - Roah (Irond)
- 2004 - Rakhilim (Irond)
- 2005 - Hor hor (Irond)
- 2005 - Oramah maalhur (Irond)
- 2007 - Jraah mraah (Gravitator)
- 2008 - Zii (Art Music Group)
- 2009 - Fayah! (Art Music Group)
- 2010 - El mariil (Shadowplay records)
- 2012 - Elah (solo in formato digitale sulla pagina Bandcamp e Spotify del gruppo)
- 2012 - Deii (Shadowplay records)
- 2022 - Metah (solo in formato digitale sulla pagina Bandcamp e Spotify del gruppo)
- 2023 - Medegirah II (solo in formato digitale sulla pagina Bandcamp e Spotify del gruppo)
- 2024 - Oriior (solo in formato digitale sulla pagina Bandcamp e Spotify del gruppo)

### Singoli
- 2021 - N'aharii (solo in formato digitale sulla pagina Bandcamp e Spotify del gruppo)

### Ristampe
- 2004 - Taai liira (ristampa dei demo, con inediti) (Irond)
- 2009 - Piirrah / Taai liira (ristampa dei demo, con inediti) (Shadowplay records)
- 2010 - Жрах мрах (versione in cirillico dell'album del 2007 Jraah mraah) (Shadowplay records)

### Raccolte
- 2008 - Highlights of Lightwave I (raccolta di brani del primo periodo) (Art music grup LTD)
- 2008 - Highlights of Lightwave II (raccolta di brani del periodo classico) (Art music grup LTD)
- 2009 - Madegirah (bizarre rares & early works) (raccolta di brani rari e inediti) (Shadowplay release)

Brani di Dvar si trovano nelle seguenti raccolte
- 2000 - Edge of the Night: Russian Gothic Compilation
- 2001 - Per:version: vol.2 (cd abbinato alla rivista italiana Ritual)
- 2002 - Triton 3
- 2004 - The Best of the Best
- 2004 - Love, Blood & Magic
- 2004 - Colours of Black
- 2004 - Gothic Party
- 2004 - 15 pesen dla vashey devushki (15 songs for your girl)
- 2005 - Legkoye Leto (easy summer)
- 2005 - Eclectic Music Box
- 2006 - Novomesto
- 2006 - Gnomy protiv el'fov (Гномы против эльфов)(Dvar vs. Caprice) (split con i Caprice)
- 2010 - From fantasy to sci-fi (Mir Fantastiki)
- 2010 - Postminimalism (Stereo & Video)
- 2011 - The best of 2005-2010 (Mir Fantastiki)